# Aeonium cilifolium
Aeonium cilifolium är en fetbladsväxtart som beskrevs av A. Bañares Baudet. Aeonium cilifolium ingår i släktet Aeonium och familjen fetbladsväxter. Inga underarter finns listade i Catalogue of Life.